# Suijajärvi
Suijajärvi är en sjö i Kiruna kommun i Lappland och ingår i Torneälvens huvudavrinningsområde. Sjön är 10,3 meter djup, har en yta på 0,802 kvadratkilometer och befinner sig 348 meter över havet. Suijajärvi ligger i Torne och Kalix älvsystem Natura 2000-område. Sjön avvattnas av vattendraget Suijajoki. I Sjön finns det stora mängder sik, abborre, gädda, lake samt även ett mindre bestånd av öring. På sjöns västra sida ligger byn Suijavaara, vars bybor av tradition fiskat mycket med både nät och not.

## Delavrinningsområde
Suijajärvi ingår i det delavrinningsområde (758443-178814) som SMHI kallar för Utloppet av Suijajärvi. Medelhöjden är 357 meter över havet och ytan är 4,44 kvadratkilometer. Det finns inga avrinningsområden uppströms utan avrinningsområdet är högsta punkten. Suijajoki som avvattnar avrinningsområdet har biflödesordning 4, vilket innebär att vattnet flödar genom totalt 4 vattendrag innan det når havet efter 405 kilometer. Avrinningsområdet består mestadels av skog (59 procent) och sankmarker (13 procent). Avrinningsområdet har 0,9 kvadratkilometer vattenytor vilket ger det en sjöprocent på 20,2 procent.